# Praktekorrar
Praktekorrar (Callosciurus) är ett släkte i ekorrfamiljen som förekommer i Sydostasien. Till släktet räknas omkring 14 arter med tillsammans cirka 300 underarter som kännetecknas av relativt stora variationer i utseende. Vissa zoologer räknar även släktet Tamiops samt arterna Rubrisciurus rubriventer och Glyphotes simus till släktet praktekorrar.
Det vetenskapliga namnet är sammansatt av det latinska ordet callo (snygg) som i sin tur kommer från det gammalgrekiska ordet kalo, och av det latinska ordet sciurus (ekorre).
Vissa arter är mycket färgglada. Till exempel är arten pallasekorre på ovansidan olivgrön och på buken ljusröd. Prevostekorre har en svart rygg, vita sidor och buken är rödbrun. Finlaysons ekorre finns i tre olika färgvarianter: den första är rödbrun, den andra helt svart och den tredje vit. Arternas kroppslängd ligger mellan 15 och 25 cm och därtill kommer en 8 till 25 cm lång svans. Vikten varierar mellan 150 och 500 gram.
De flesta praktekorrar lever i den tropiska regnskogen. En del arter förekommer numera som kulturföljare i parker och människans trädgårdar. Individerna bygger bon av blad i trädens krona eller de använder trädens håligheter som sovplats. Utanför parningstiden lever varje individ ensam. Honan föder en till fem ungar åt gången. Liksom andra ekorrar äter de främst nötter, frukter och frön, ibland även insekter eller fågelägg.
Enligt Nowak (1999) räknas 14 arter till släktet:
- Pallasekorre, Callosciurus erythraeus (Pallas 1779), södra Kina, Taiwan, Hainan, Sydostasien
- Callosciurus quinquestriatus (Anderson 1871), vid gränsen mellan Yunnan och Myanmar
- Finlaysons ekorre, Callosciurus finlaysonii (Horsfield 1824), Burma, Thailand, Kambodja
- Callosciurus caniceps (Gray 1842), Burma, Thailand, Malackahalvön
- Callosciurus inornatus (Gray 1867), Yunnan, Laos, Vietnam
- Callosciurus pygerythrus (Geoffroy Saint-Hilaire 1831), Nepal, nordöstra Indien, Bangladesh, Burma
- Callosciurus phayrei (Blyth 1856), södra Burma
- Prevostekorre, Callosciurus prevostii (Desmarest 1822), Malackahalvön, Sumatra, Borneo, flera mindre öar; införd på Sulawesi
- Callosciurus baluensis (Bonhote 1901), nordvästra Borneo
- Bananekorre, Callosciurus notatus (Boddaert 1785), Malackahalvön, Java, Sumatra, Borneo, Bali, Lombok, flera mindre öar
- Svartstrimmig spetsekorre, Callosciurus nigrovittatus (Horsfield 1824), Malackahalvön, Java, Sumatra, Borneo, flera mindre öar
- Callosciurus adamsi (Kloss 1921), nordvästra Borneo
- Callosciurus melanogaster (Thomas 1895), Mentawaiöarna
- Callosciurus orestes (Thomas 1895), nordvästra Borneo

Underarten Callosciurus notatus albescens som lever på Sumatra listas ibland som självständig art.